# 欧斯托潘
欧斯托潘，是匈牙利绍莫吉州所辖的一个村。总面积22.83平方公里，总人口841，人口密度36.8人/平方公里（2011年1月1日）。